# Marcello Trotta
Pour les articles homonymes, voir Trotta.
Marcello Trotta, né le 29 septembre 1992 à Santa Maria Capua Vetere, est un footballeur italien qui évolue au poste d'attaquant.

## Biographie
Marcello Trotta a grandi dans une famille relativement modeste de pêcheur, il a ainsi grandi au bord des lacs avec ses 3 sœurs Giuseppa, Clara et Regina. À l'âge de l'adolescence, le jeune Marcello se prend de passion pour la traite des vaches mais parallèlement, il découvre le football à travers son poste de radio sur lequel il suit tous les matchs de son idole, Brandaò. Le jeune Marcello décide alors de se consacrer à cette passion pour un jour rencontrer son joueur préféré mais le natif de Santa Maria Capua Vetere n'est pas soutenu par ses parents dans son projet, ceux ci préférant faire de lui le meilleur pêcheur de la nation. Trotta va alors décidé de prendre un ballon avec lui à chaque expédition maritime ! Ainsi commence la légende de Marcello Trotta...

## Statistiques
| Saison                | Club                     | Championnat           | Championnat | Championnat | Coupe(s) nationale(s) | Coupe(s) nationale(s) | Compétition(s) continentale(s) | Compétition(s) continentale(s) | Compétition(s) continentale(s) | Total | Total |
| Saison                | Club                     | Division              | M.          | B.          | M.                    | B.                    | Comp.                          | M.                             | B.                             | M.    | B.    |
| 2011-2012             | Fulham FC                | Premier League        | 1           | 0           | 1                     | 0                     | -                              | -                              | -                              | 2     | 0     |
| 2011-2012             | Wycombe Wanderers (prêt) | League One            | 8           | 8           | -                     | -                     | -                              | -                              | -                              | 8     | 8     |
| 2011-2012             | Watford FC (prêt)        | Championship          | 1           | 0           | -                     | -                     | -                              | -                              | -                              | 1     | 0     |
| 2012-2013             | Fulham FC                | Premier League        | -           | -           | 1                     | 0                     | -                              | -                              | -                              | 1     | 0     |
| 2012-2013             | Brentford FC (prêt)      | League One            | 22          | 6           | 7                     | 3                     | -                              | -                              | -                              | 29    | 9     |
| 2013-2014             | Brentford FC (prêt)      | League One            | 37          | 13          | 3                     | 1                     | -                              | -                              | -                              | 40    | 14    |
| 2014-2015             | Barnsley FC (prêt)       | League One            | 5           | 1           | 2                     | 0                     | -                              | -                              | -                              | 7     | 1     |
| 2014-2015             | US Avellino              | Serie B               | 16          | 5           | 3                     | 2                     | -                              | -                              | -                              | 19    | 7     |
| 2015-2016             | US Avellino              | Serie B               | 20          | 8           | 2                     | 2                     | -                              | -                              | -                              | 22    | 10    |
| 2015-2016             | US Sassuolo              | Serie A               | 8           | 1           | -                     | -                     | -                              | -                              | -                              | 8     | 1     |
| Total sur la carrière | Total sur la carrière    | Total sur la carrière | 118         | 42          | 19                    | 8                     | -                              | -                              | -                              | 137   | 50    |